# Andertonský lodní výtah
Andertonský lodní výtah propojuje dvě vodní cesty – řeku Weaver a kanál Trent and Mersey Canal. Nachází se v blízkosti vesnice Anderton u města Northwich v severním Cheshire na severozápadu Anglie.
Výtah překonává výškový rozdíl obou toků asi 15 m a nahrazuje soustavu zdymadel – řeka a kanál zde vedou příliš blízko sebe a pro zdymadla zde není dostatek místa. 
Výtah byl postaven v roce 1875 podle návrhu Edwarda Leadera Williamse, hlavního projektanta splavnění řeky Weaver. Výtah pracoval na principu hydraulického pístového zdvihu dvou komor. Jako hydraulická kapalina byla použita voda z řeky. 
V době uvedení do provozu byla konstrukce výtahu vysoká 18 m, 26 m dlouhá a 15 m široká. Každá z komor vážila prázdná 91 tun (plná vody 252 tun) a byla 23 m dlouhá, 4,7 m široká a 2,9 m hluboká.

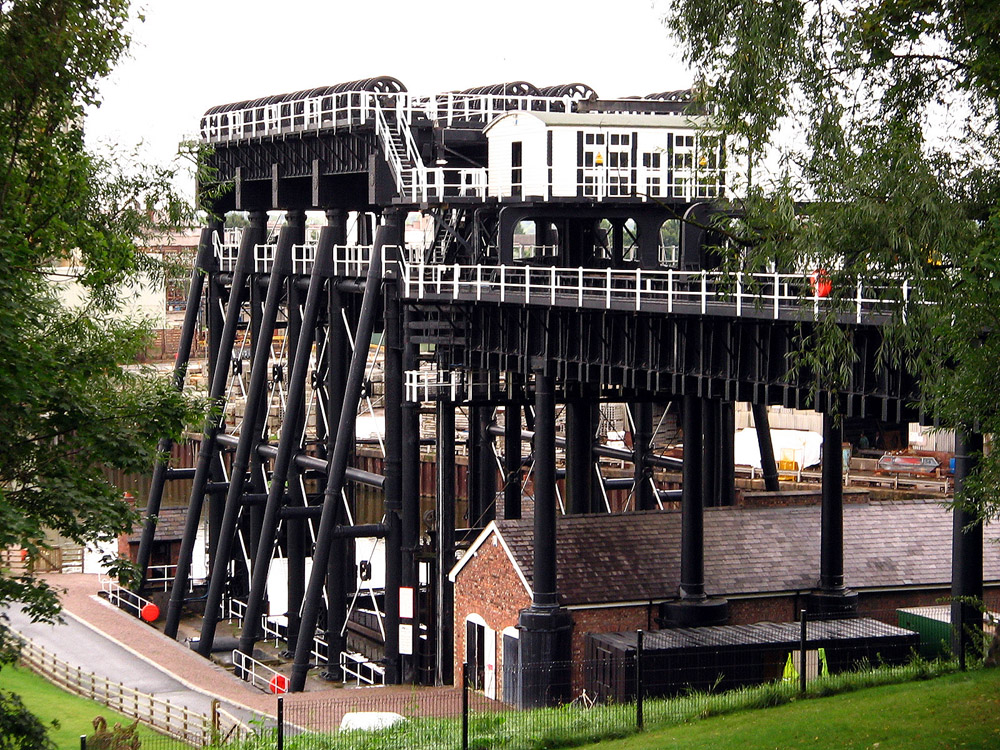
Pohled ze břehu

Po 25 letech provozu však hydraulický systém podlehl korozi způsobenou přirozenou kyselostí vody řeky Weaver a byl nahrazen soustavou kladek s protizávažími, které poháněly elektromotory. Pohyb každé z komor se stal navzájem nezávislý. Tato přestavba probíhala v letech 1906 až 1908; nový mechanismus pohonu umožňoval provoz výtahu i během rekonstrukce.
Výtah byl používán až do roku 1983, kdy byl pro korozi pohonného systému vyřazen z provozu. V březnu 2002 byl výtah po celkové rekonstrukci (nákladem 7 miliónů liber) znovu uveden do provozu, je opět poháněn původním hydraulickým zdvihacím systémem. Kladkový mechanismus byl na výtahu také ponechán, ale k pohonu výtahu není používán.
V současnosti výtah slouží především jako turistická atrakce a pro turistické lodě.
Ve Spojeném království je v provozu pouze jeden další lodní výtah – Falkirk Wheel ve Skotsku.